# 덴마크 왕자빈 마리
마리 왕자빈(Princess Marie Agathe Odile of Denmark, 1976년 2월 6일 ~ )은 덴마크 왕자 요아킴의 두 번째 왕자빈이다.

## 생애
마리 왕자빈은 프랑스 파리에서 태어났다. 그녀의 부모님이 이혼한 후에 그녀는 스위스 제네바로 가서 자랐다. 그녀는 네 명의 의붓오빠들이 있는데 그 중 뱅자맹과 그레고리 그란데트는 스위스에서, 샤를과 에두아르 카발리에는 프랑스에서 태어났다.
마리 왕자빈은 처음에 요아킴 왕자와 함께 휴가를 같이 보냈을 때 사진에 찍혀 세상의 관심을 받았다. 그 후 그녀는 2007년 새해를 맞을 때 왕자와 전 왕자빈, 그들의  두 아들과 함께 있었다. 그 후 요아킴 왕자와 2008년 5월 24일에 결혼하여 1남 1녀를 두고 있다.